# Naoki Koshō
Naoki Koshō (古庄直樹?, Koshō Naoki; 9 febbraio 1978) è un ex giocatore di football americano e allenatore di football americano giapponese, che ha giocato come defensive back e linebacker.
Ha giocato per l'intera carriera per gli Obic Seagulls, ad eccezione di una stagione agli Albany Conquest.

## Palmarès
- 5 Rice Bowl (2005, 2010, 2011, 2012, 2013)